# 경량 리눅스 배포판
경량 리눅스 배포판(Light-weight Linux distribution)은 "기능이 풍부한" 리눅스 배포판보다 더 낮은 메모리를 사용하거나 프로세서 속도 요구 사항이 더 낮은 배포판이다. 하드웨어에 대한 수요가 낮아지면 이상적으로는 기계의 응답성이 향상되고 시스템 리소스가 적은 장치(예: 구형 또는 내장형 하드웨어)를 생산적으로 사용할 수 있다. 더 낮은 메모리 및 프로세서 속도 요구 사항은 소프트웨어 팽창을 피함으로써 달성된다. 즉, 실제 사용이나 이점이 거의 또는 전혀 없는 것으로 인식되거나 수요가 없거나 낮은 기능을 제외함으로써 달성된다.
리눅스 배포판의 인지된 무게는 해당 배포판에 포함된 데스크탑 환경에 의해 크게 영향을 받는다. 따라서 많은 리눅스 배포판에서는 다양한 버전을 제공한다. 예를 들어 캐노니컬은 기본 GNOME 또는 더 이상 사용되지 않는 Unity 이외의 데스크톱 환경을 포함하는 우분투 배포판의 여러 변형("버전")을 호스팅한다. 이러한 변형에는 비교적 가벼운 Xfce 및 LXDE/LXQt 데스크톱 환경을 위한 주분투 및 루분투 배포판이 포함된다.
데스크톱 환경이 시스템에 요구하는 요구 사항은 우분투 10.10과 루분투 10.10 데스크톱 에디션의 최소 시스템 요구 사항을 비교하면 알 수 있다. 둘 사이의 유일한 중요한 차이점은 데스크탑 환경이었다. 우분투 10.10에는 2GB RAM이 있는 2GHz 프로세서의 최소 시스템 요구 사항이 있는 유니티 데스크톱이 포함되어 있는 반면, 루분투 10.10에는 128MB RAM이 있는 최소 펜티엄 II가 필요한 LXDE가 포함되어 있다.

## 같이 보기
- 소프트웨어 블롯